# 尤哈·希尔维
尤哈·希尔维（芬蘭語：Juha Hirvi，1960年3月25日—），芬兰男子射击运动员。他曾代表芬兰参加1988年、1992年、1996年、2000年、2004年和2008年夏季奥林匹克运动会射击比赛，获得一枚银牌。